# Ivan Lukačić
Ivan Lukačić   (Šibenik, c. 1585 - Split, 20 de setembre de 1648)
fou un compositor croat.

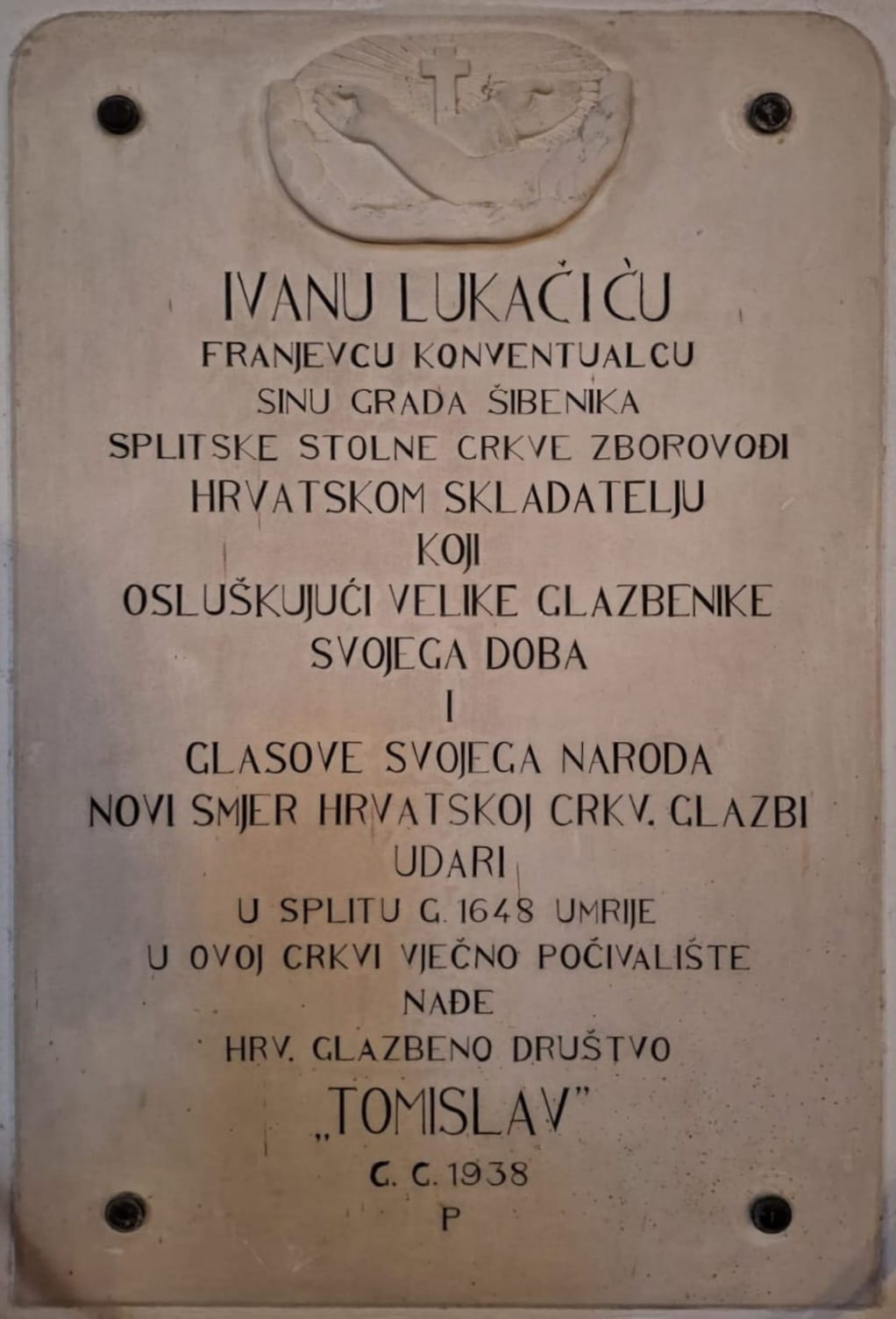
Tomba del compositor croat Ivan Lukačić.

La data exacta del naixement de Lukačić és desconeguda; el 1587 va ser batejat a Šibenik on es creu que va néixer. Deu anys més tard, va ingressar a l'ordre franciscana quan va acceptar el seu nom monàstic Ivan. En 1600 va ser enviat a Itàlia on va estudiar teologia i música. El 1612 es va signar com a batxillerat, mentre que el 23 de març de 1615 va ser guardonat a Roma el títol de Magister Musices (mestre de música). El 1614 va participar com a mestre de capella en la festa de Sant Jeroni al Sant Jeroni dels croats, església a Roma. Va tornar a Šibenik el 1618 i dos anys més tard es va traslladar a Split, on va ser prior del monestir franciscà, a més de ser director de música a la Catedral, on va viure fins a la seva mort.
Mentre que la seva estada a Itàlia no està suficientment documentada, el seu compromís en Split, tant com a músic anterior i anterior, va deixar bastant record de la importància de primera classe per a la vida musical d'aquesta època a Dalmàcia.
Deixà una col·lecció titulada Sacrae cantiones singulis, binis, quaterais, quinisque vocibus (Venècia, 1620), Són molt notables els motets d'aquest compositor.